# Епархия Гомес-Паласио
Архиепархия Гомес-Паласио (лат. Dioecesis Gomez-Palaciensis) — епархия Римско-Католической церкви с центром в городе Гомес-Паласио, Мексика. Епархия Гомес-Паласио входит в митрополию Дуранго. Кафедральным собором епархии Гомес-Паласио является церковь Пресвятой Девы Марии.

## История
25 ноября 2008 года Римский папа Бенедикт XVI издал буллу Metropolitanae Ecclesiae, которой учредил епархию Гомес-Паласио, выделив её из архиепархии Дуранго.

## Ординарии епархии
- епископ José Guadalupe Torres Campos (25.11.2008 — 20.12.2014 — назначен епископом Сьюдад-Хуареса);
- епископ José Fortunato Álvarez Valdéz (30.12.2015 — 7.11.2018, до смерти);
- епископ Jorge Estrada Solórzano (11.05.2019 — по настоящее время).

## Источник
- Annuario Pontificio, Ватикан, 2010.
- Булла Metropolitanae Ecclesiae, AAS 101 (2009), стр. 21  (лат.)